# Gustav Radbruch

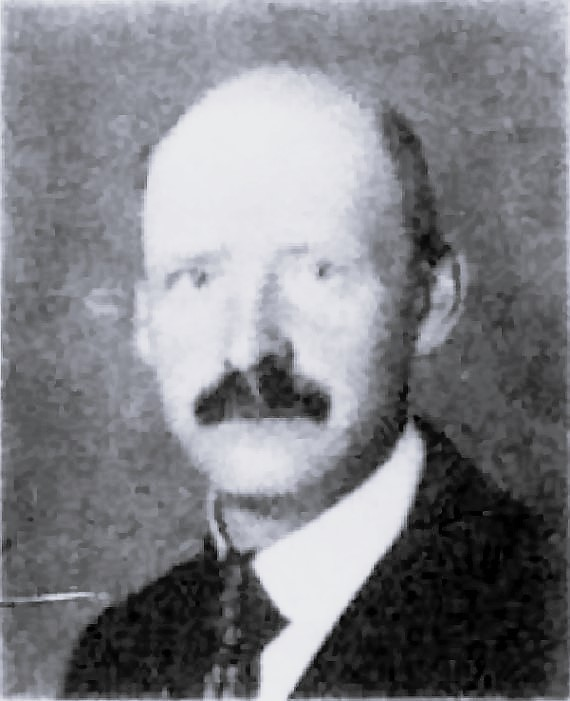
Gustav Radbruch (Aufnahme aus dem Reichstags-Handbuch 1920, I. Wahlperiode, Verlag der Reichsdruckerei, Berlin 1920)

Gustav Radbruch (* 21. November 1878 in Lübeck; † 23. November 1949 in Heidelberg) war ein deutscher Politiker (SPD) und Rechtswissenschaftler.
Radbruch war in der Zeit der Weimarer Republik zweimal (von Oktober 1921 bis November 1922 und von August bis November 1923) Reichsminister der Justiz. Er gilt als einer der einflussreichsten Rechtsphilosophen des 20. Jahrhunderts. Daneben genießt er auch als Strafrechtler, Kriminalpolitiker, Rechtshistoriker, Biograph und Essayist international großes Ansehen. Seine Hauptwerke wurden in zahlreiche Sprachen übersetzt.
Für Radbruch ist das Recht eine wertbezogene, an der Idee der Gerechtigkeit auszurichtende Realität, die zum Gebiet der Kultur gehört und damit zwischen Natur und Ideal steht. Wissenschaftsmethodologisch verbirgt sich dahinter ein Methodentrialismus, der neben den erklärenden Wissenschaften („Sein“) und den philosophischen Wertlehren („Sollen“) die wertbezogenen Kulturwissenschaften – zu denen Radbruch die (dogmatische) Rechtswissenschaft zählt – anerkennt.
In der Zeit vor 1945 ist Radbruch als Vertreter eines rechtsphilosophischen Wertrelativismus und Rechtspositivismus hervorgetreten. Besonders einflussreich wurde jedoch seine – in Auseinandersetzung mit dem Unrecht des Nationalsozialismus im Jahr 1946 entstandene – Radbruchsche Formel, der zufolge bestimmte, als extrem ungerecht erachtete staatliche Normen von der Justiz nicht angewendet werden dürfen. Das Verhältnis zwischen dieser späteren – mehr naturrechtlichen – Auffassung Radbruchs und seiner früheren rein wertrelativistischen und rechtspositivistischen Argumentation beurteilen manche Exegeten als inneren Widerspruch, andere als intellektuelle Entwicklung und wiederum andere als grundsätzliche Kontinuität in seiner rechtsphilosophischen Position.

## Leben

### Herkunft und Ausbildung

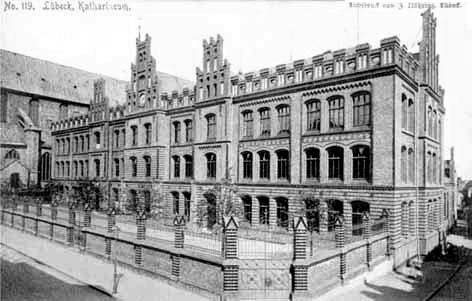
Katharineum zu Lübeck (1892)

Als Referendar in Lübeck (1902)

Gustav Lambert Radbruch war der Sohn von Heinrich Georg Bernhard Radbruch (1841–1922), Kaufmann in Lübeck, und dessen Ehefrau Emma Radbruch, geb. Prahl (1842–1916), der Tochter eines Goldschmieds und Konditors in Lübeck. Gustav Radbruch wuchs mit seinen beiden älteren Geschwistern in wohlhabenden Verhältnissen auf.
Als „Nesthäkchen“ verbrachte er eine „etwas unkindliche Kindheit“, wie er es selbst im Rückblick in seiner Autobiographie beschreibt. Dazu gehörten „eine gewisse Naturferne und ein gewisser Intellektualismus“. Radbruch besuchte das Progymnasium von Otto Bussenius und das Katharineum zu Lübeck, wo er Ostern 1898 als Primus omnium das Abitur ablegte. Seinem damaligen Mitschüler, dem späteren anarchistischen Dichter Erich Mühsam, ist Radbruch auch in späteren Jahren immer wieder begegnet. Persönlich waren sie freundschaftlich verbunden, obwohl Radbruch Mühsams politische Ansichten ablehnte. Eher den schönen Künsten zugetan, studierte Radbruch ab 1898 auf Wunsch seines Vaters ohne innere Neigung Rechtswissenschaften. Als ersten Studienort wählte er die Universität München, wohin Theater und bildende Kunst ihn lockten und wo er sich von der Bohème angezogen fühlte. Anschließend setzte er sein Studium an der Universität Leipzig fort und schließlich an der Friedrich-Wilhelms-Universität Berlin, wo der Strafrechtsreformer Franz von Liszt lehrte. Nach erfolgreichem Ersten Staatsexamen kehrte Radbruch wieder in seine Heimatstadt Lübeck zurück, um sein Rechtsreferendariat anzutreten. Dieses beendete Gustav Radbruch jedoch nicht und legte auch das Zweite Staatsexamen nicht ab. Er widmete sich vielmehr der Wissenschaft. Im Jahre 1902 wurde Radbruch bei seinem Doktorvater Liszt an der Berliner Universität mit einer strafrechtsdogmatischen Dissertation zur Kausalitätslehre magna cum laude zum Dr. iuris promoviert. Die Strafrechtslehre seines Doktorvaters Franz von Liszt, insbesondere auch dessen Marburger Programm, prägte Radbruchs Denken nachhaltig.
Auf Vermittlung Liszts wechselte Radbruch 1903 an die Universität Heidelberg, um sich nur ein Jahr später bei Karl von Lilienthal zum Thema Der Handlungsbegriff in seiner Bedeutung für das Strafrechtssystem zu habilitieren. Radbruch selbst bezeichnete dieses Werk in seiner Autobiographie später als ein „merkwürdiges Monstrum“, „halb Strafrechtsdogmatik, halb allgemeine Rechtslehre“.

### Radbruchs akademische Karriere bis 1933
1906 wurde Radbruch Lehrbeauftragter an der Handelshochschule in Mannheim. An der Universität Heidelberg wurde Radbruch 1910 außerordentlicher Professor für Strafrecht, Prozessrecht und Rechtsphilosophie. Er fand Zugang zum intellektuellen Kreis um Max Weber herum, zu dem damals unter anderem Wilhelm Windelband, Heinrich Rickert, Ernst Troeltsch, Georg Jellinek und Emil Lask gehörten. Radbruch wurde nach eigenen Angaben „in Debatten, in denen es oft hart auf hart ging“, vor allem durch den im gleichen Haus wie Radbruch wohnenden Philosophen Heinrich Levy – einen Schüler Windelbands – von der Richtigkeit der philosophischen Ansätze der Südwestdeutschen Schule des Neukantianismus überzeugt, insbesondere auch von den Lehren Wilhelm Windelbands und Heinrich Rickerts. Mit seinen Kollegen an der Juristischen Fakultät „in einer Welt voll kritischer Beobachtung und spöttischer Kritik“ (Radbruch) kam er hingegen nicht immer so gut klar. Er litt unter den aus seiner Sicht einengenden gesellschaftlichen Konventionen, gegen die er des Öfteren verstieß, indem er z. B. als wichtig erachtete Einladungen nicht annahm und seine Vorlesungen in einem als unpassend empfundenen „Sportanzug“ mit grünen „Kniehosen“ abhielt. Außerdem machte Radbruch sein Status als „nur“ außerordentlicher Professor, der nicht wirklich zur Fakultät gehöre, zu schaffen.
1914 nahm Radbruch einen Ruf auf eine außerordentliche Professur an die Albertus-Universität Königsberg (Ostpreußen, heute Kaliningrad) an. In dieser Fakultät fühlte Radbruch sich nach eigenen Angaben wohl, vermisste jedoch die in Heidelberg geknüpften Freundschaften. Zugleich lernte er in Königsberg seine zweite Frau Lydia Schenk (1888–1974) kennen. Sie heiratete Radbruch nach der Geburt ihrer gemeinsamen Tochter Renate im November 1915. Im Dezember 1918 wurde das zweite Kind Anselm geboren. Radbruchs erste, 1907 mit Lina Götz geschlossene Ehe war bereits 1908 wieder geschieden worden.
1919 wechselte Radbruch an die Universität Kiel und erlangte dort – nach einer kurzen Zwischenzeit als außerordentlicher Professor – seine erste Berufung als ordentlicher Professor für Strafrecht, Strafprozessrecht und Rechtsphilosophie. 1926 kehrte er sodann als ordentlicher Professor an die Universität Heidelberg zurück, wo er wiederum für die Fächer Strafrecht, Strafprozessrecht und Rechtsphilosophie berufen wurde. Zu seinen Heidelberger Studenten gehörte Anne-Eva Brauneck, die später die erste deutsche Professorin für Strafrecht wurde. Ein weiterer bekannter akademischer Schüler Radbruchs war Georg Dahm. Nachdem Radbruch bereits in Kiel Georg Dahms Doktorvater gewesen war, habilitierte sich Dahm zudem in Heidelberg bei ihm mit einem rechtshistorischen Thema. Ab 1933 entwickelte sich Dahm, der ab 1925 zunächst Mitglied der SPD gewesen war, sodann als Mitglied der Kieler Schule zu einem der führenden nationalsozialistischen Strafrechtsprofessoren. Er hatte sich, so Radbruch, der sich noch kurz vor der nationalsozialistischen Machtergreifung ein kriminalpolitisches Rededuell mit Dahm geliefert hatte, „den neuen Göttern zugewandt“.

### Erster Weltkrieg
Bei Ausbruch des Ersten Weltkrieges meldete er sich zunächst zum Roten Kreuz. Er tat dies nach eigenem Bekunden vor allem, um sich einerseits der Gefahr auszusetzen und nicht als Drückeberger zu gelten, andererseits auch, um dennoch nicht töten zu müssen. Er verbrachte zunächst viele untätige Wochen auf dem Bahnhof Dirschau. Später meldete er sich auch zum Kriegsdienst. Er wurde sodann in Heidelberg militärisch ausgebildet und zog von dort aus am 20. April 1916 „ins Feld“. Über seine Kriegserlebnisse und seine Motivation, sich als Individualist und Pazifist dennoch nicht zurückgehalten zu haben, schreibt er zusammenfassend:

„Ich suchte die Bewährung, ich suchte versäumte Jugend nachzuholen, ich mußte freiwillig, aber kraft inneren Zwanges, zuerst jede Patrouille machen, weil ich in meiner Jugend zu wenig Äpfel gestohlen hatte – das versäumte Jugendwagnis durch soundso viele Patrouillen nachholen.“

Bereits am 30. Juli 1916 wurde Radbruch mit dem Eisernen Kreuz II. Klasse ausgezeichnet. Er blieb zunächst freiwillig einfacher Soldat und ließ sich erst spät (1918) im Rahmen eines Offizierslehrgang zum Leutnant ausbilden. Als Motiv hierfür wird angeführt, er habe es mit seinem sozialen Grundgefühl nicht vereinbaren können, es besser haben zu wollen als andere, denen solche Privilegien nicht vergönnt waren.

### Radbruchs Rolle im Kapp-Putsch
Als 1920 der nationalistische Politiker Wolfgang Kapp mit Unterstützung der Generäle Walther von Lüttwitz und Erich Ludendorff in Berlin putschte und sich selbst zum Reichskanzler ausrief, versuchten auch in Kiel rechtsgerichtete Truppen, die Stadt unter ihre Gewalt zu bekommen. Dort trafen sie auf eine Front von Werftarbeitern, die ihnen Widerstand leistete. Radbruch vermittelte zwischen den Parteien, um eine blutige Auseinandersetzung zu verhindern. Die Putschisten vertrauten ihm nicht und nahmen ihn in Haft. Ein Standgericht sollte ihn zum Tode verurteilen. Doch der Kapp-Putsch scheiterte, und Radbruch erlangte nach sechs Tagen wieder die Freiheit. Danach setzte er sich für die aufständischen Soldaten ein und führte sie in ihre Kasernen zurück, um sie vor einer Lynchjustiz zu bewahren.

### Politik und Verantwortung
Radbruchs parteipolitische Sympathie galt schon früh der Sozialdemokratischen Partei Deutschlands. 1913 nahm er am Begräbnis August Bebels in Zürich teil. Anonym verfasste er dazu den Artikel August Bebels Totenfeier, der in den Heidelberger Neuesten Nachrichten erschien. Da eine Mitgliedschaft damals aber gleichbedeutend mit dem sofortigen Ende seiner Laufbahn gewesen wäre, trat er der SPD erst 1918 bei.
Wegen seiner beim Kapp-Putsch bewiesenen arbeiterfreundlichen Haltung wurde Radbruch bei der anstehenden Reichstagswahl 1920 auf Platz 2 der Wahlliste der Sozialdemokraten gesetzt. Radbruch wurde Reichstagsabgeordneter und war der einzige Jurist in der SPD-Fraktion.

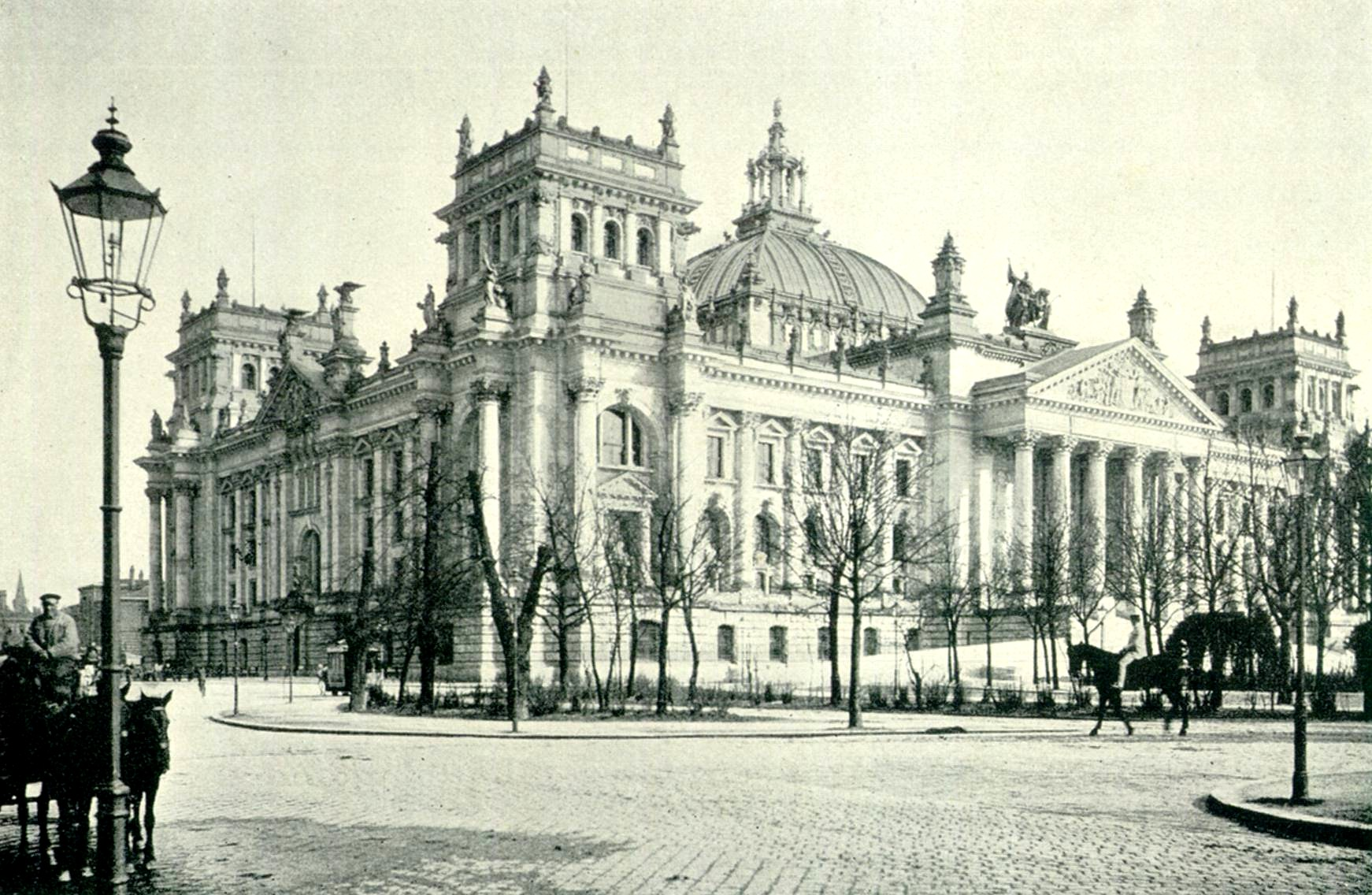
Reichstagsgebäude vor dem Brand

Radbruch war für die SPD von 1920 bis 1924 Abgeordneter des Reichstags. Ein Antrag, den Radbruch und 54 weitere Mitglieder der SPD-Fraktion am 31. Juli 1920 im Reichstag einbrachten, sah die Straflosigkeit der Abtreibung vor, „wenn sie von der Schwangeren oder einem staatlich anerkannten (approbierten) Arzt innerhalb der ersten drei Monate der Schwangerschaft vorgenommen“ worden ist. Der von Radbruch maßgeblich initiierte Antrag hatte letztlich keinen Erfolg. Am 2. Juli 1920 hatten 81 Abgeordnete der USPD bereits einen Antrag in den Reichstag eingebracht, die §§ 218, 219 und 220 des Strafgesetzbuches aufzuheben. Radbruch blieb deutlich dahinter zurück. Er profilierte sich als Rechtspolitiker und wurde im Kabinett Wirth II (26. Oktober 1921 bis 14. November 1922) zum Reichsjustizminister berufen; vom 13. August bis zum 3. November 1923 war er Justizminister in den Kabinetten Stresemann I und Stresemann II. Zusammen mit den beiden anderen sozialdemokratischen Kabinettsmitgliedern trat Radbruch vorzeitig, drei Wochen vor dem Ende des Kabinetts Stresemann II, von seinem Posten zurück. Radbruch selbst führt in seiner Autobiographie als Grund die gewaltsame Absetzung des sächsischen Ministerpräsidenten Erich Zeigner an, nachdem sich Radbruch und die beiden anderen sozialdemokratischen Kabinettsmitglieder vergeblich um dessen freiwilligen Rücktritt bemüht hatten. Eine dritte Berufung zum Reichsjustizminister, die ihm 1928 vom damaligen sozialdemokratischen Reichskanzler Hermann Müller angetragen wurde, lehnte Radbruch ab und widmete sich wieder verstärkt seiner wissenschaftlichen Arbeit.
Während seiner Amtszeiten wurden einige bedeutende Gesetze ausgearbeitet, so zur Zulassung von Frauen zum Richteramt und nach der Ermordung Walther Rathenaus auch das Republikschutzgesetz. Um die Republik vor ihren Feinden zu schützen, sah sich Radbruch in der Regierungsverantwortung gezwungen, zur Todesstrafe zu greifen, die er zeit seines Lebens ablehnte. Wegweisend waren außerdem der Entwurf eines Allgemeinen Deutschen Strafgesetzbuchs aus dem Jahre 1922 und das Jugendgerichtsgesetz von 1923. Radbruch wollte die Vergeltungsstrafe abschaffen und durch eine Besserungsstrafe ersetzen. Er war gegen die Todesstrafe und das Zuchthaus und damit für die einheitliche Freiheitsstrafe. Die Resozialisierung wurde neben der Sicherung zum Hauptziel der Strafe erklärt. In der Weimarer Republik wurde der Entwurf nur eingeschränkt umgesetzt; er wurde später für die Strafrechtsentwicklung der jungen Bundesrepublik bedeutend. Von 1931 bis 1933 war Radbruch Mitglied des Senats der Kaiser-Wilhelm-Gesellschaft.

### Zeit des Nationalsozialismus: Lehrverbot

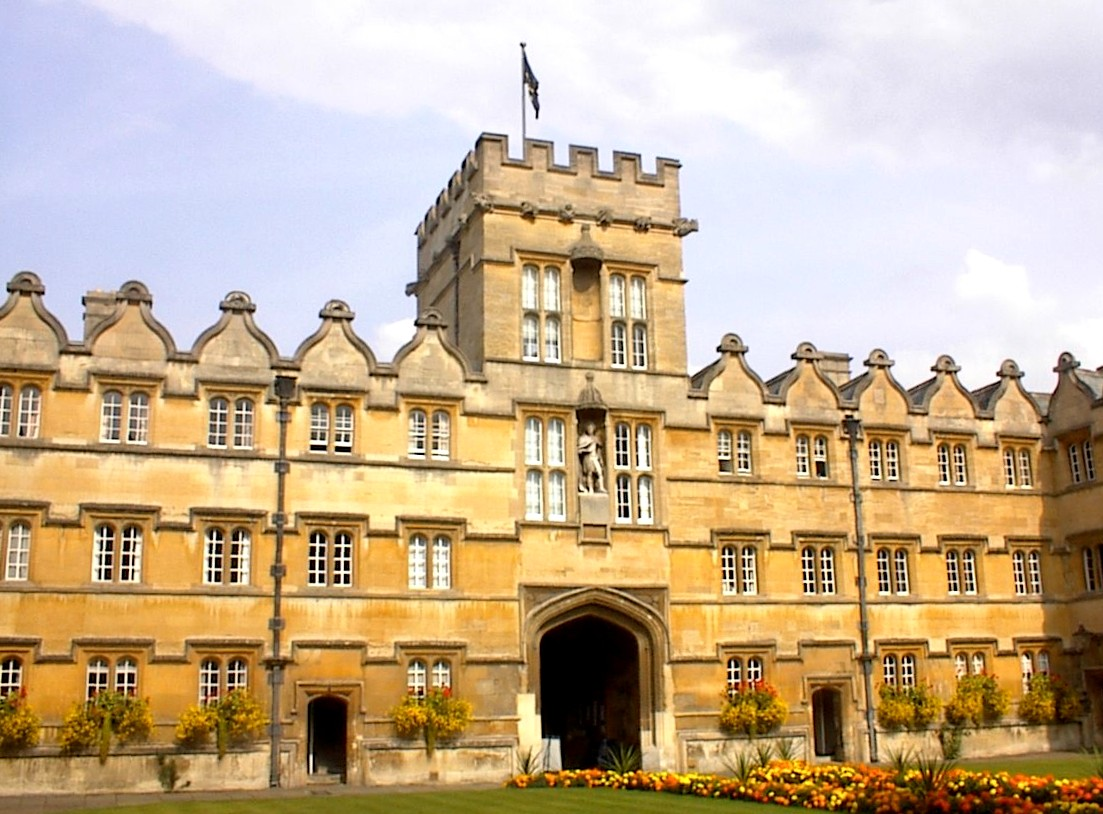
University College Oxford

Nach der nationalsozialistischen Machtergreifung wurde Radbruch am 8. Mai 1933 als erster deutscher Professor nicht aus rassischen, sondern aus politischen Gründen aus dem Staatsdienst entlassen. Grundlage dafür war das Gesetz zur Wiederherstellung des Berufsbeamtentums. Die Entlassung aus dem Staatsdienst war für Radbruch auch mit erheblichen finanziellen Einbußen verbunden. Er bezog fortan nur noch ein Ruhegehalt in Höhe von 75 Prozent seiner vorherigen Bezüge, welches ebenfalls nochmal um 25 Prozent gekürzt wurde, so dass Radbruch letztlich 56 Prozent seines Professorengehalts verblieben. Sein Nachfolger wurde Karl Engisch. Radbruch widmete sich während der NS-Diktatur vor allem der Rechtsgeschichte, später auch der Rechtsvergleichung. So entstand zum Beispiel seine Biographie über Paul Johann Anselm von Feuerbach, die 1934 in Wien erschien (die Arbeit an dem Buch hatte er jedoch nachweislich spätestens im Jahre 1910 begonnen). Die Veröffentlichung einer Biographie über den liberalen Strafrechtsreformer Feuerbach zu Beginn des „Dritten Reiches“ wurde von Radbruchs Zeitgenossen durchaus als eine Protestschrift empfunden, die dem damaligen Zeitgeist entgegengesetzt war. Einer verhaltenen Rezeption des Werkes im Inland stand eine deutlich enthusiastischere Rezeption im Ausland gegenüber. Eine Lehrtätigkeit im Ausland wurde ihm nicht gestattet. Dennoch durfte er sich von 1935 bis 1936 zu Studien an das University College nach Oxford begeben. Als wissenschaftliche Frucht dieses Englandaufenthalts entstand das Werk Der Geist des englischen Rechts, das erst 1946 erscheinen konnte. Bei einem Skiunfall verunglückte Radbruchs Tochter Renate 1939 tödlich, sein Sohn Anselm fiel Anfang Dezember 1942 in der Schlacht von Stalingrad.

### Wiederaufbau und Tod

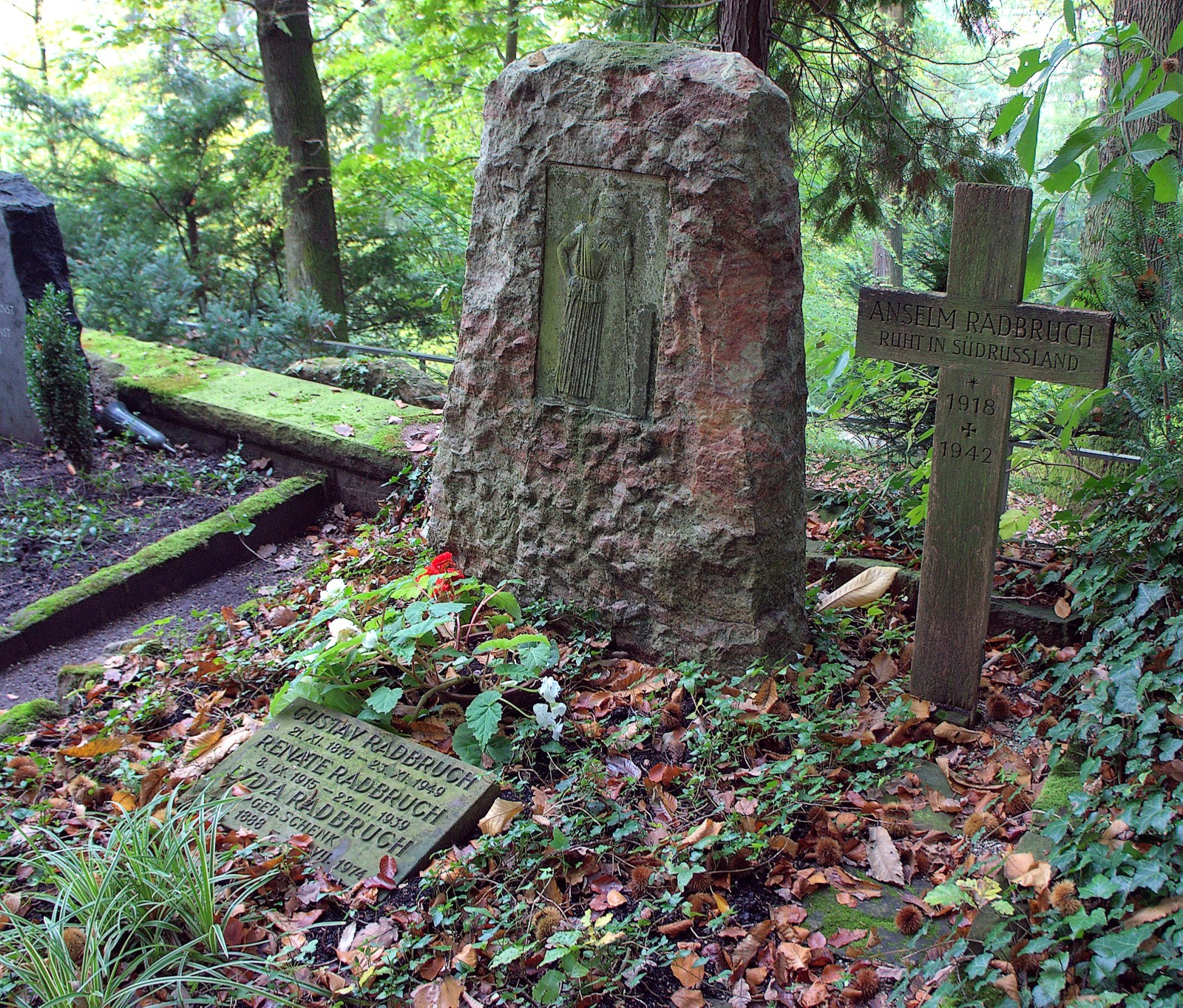
Radbruchs Familiengrab auf dem Heidelberger Bergfriedhof in der Waldabteilung B

Unmittelbar nach dem Ende des Zweiten Weltkriegs 1945 nahm Gustav Radbruch seine Lehrtätigkeit in Heidelberg wieder auf. Als Dekan leitete er den Wiederaufbau der Juristischen Fakultät. Gesundheitlich war er bereits stark geschwächt. Durch zahlreiche Aufsätze beeinflusste er noch nachhaltig die Entwicklung des deutschen Rechts. In der SBZ gab es 1948 die Überlegung, Gustav Radbruch für eine Kommission zur Ausarbeitung eines Verfassungsentwurfes für die DDR anzufragen.
Auch politisch wurde Radbruch wieder aktiv, er hoffte auf einen Sozialismus christlicher Prägung. Bereits 1945 stellte er in Heidelberg mit Emil Vierneisel und Hans Stakelbeck ein von ihnen erarbeitetes Programm einer Partei mit dem Namen „Christlich-Soziale Union“ der Öffentlichkeit vor. Es orientierte sich formal stark am Gründungsaufruf der Berliner CDU vom 26. Juni 1945, doch inhaltlich bestanden erhebliche Unterschiede. Als grundlegende Wertentscheidung bekannte sich das Heidelberger Programm zum Christentum als Kern und Grundlage der abendländischen Kultur. In ihm wurde die einzige Möglichkeit gesehen, um aus dem Kriegschaos zu einer Ordnung in demokratischer Freiheit zu gelangen. Die von Radbruch mit angeregte „Vereinigte Christliche Volkspartei“ bzw. „Christlich-Soziale Union“ ging später in der Christlich Demokratischen Union Deutschlands auf.
Am 14. Juli 1948 trat Radbruch entgegen anfänglichem Zögern wieder der SPD bei. Tags zuvor war er emeritiert worden und hatte seine Abschiedsvorlesung gehalten.

„Vielleicht ist die beste Antwort auf Ihre Frage, daß ich mich wieder der SPD eingegliedert habe, der ich seit 1945 ferngeblieben war, einerseits weil ich zu Unrecht damals eine Politik im SED-Stil fürchtete und von der CDU das Bekenntnis zu einem christlichen Sozialismus erwartete – zwei Voraussetzungen, die sich als völlig irrig erwiesen haben –, andererseits weil ich parteilos stärker auf die Studentenschaft wirken zu können glaubte. In meiner Abschiedsvorlesung, über die ich Ihnen einen Bericht beilege, habe ich erklärt, daß in dieser Zeit der Entscheidungen mit jenem Nihilismus, der gleichzeitig alle Besatzungsmächte und alle Parteien ablehne, Schluß gemacht werden müsse, daß man zeigen müsse, wo man steht, und daß ich nunmehr deshalb in die SPD zurücktrete.“

Zudem war Radbruch – trotz seiner Gegnerschaft zum NS-Regime – Mitglied des im Frühjahr 1949 gegründeten Heidelberger Juristenkreises, der sich für die Freilassung und Rehabilitierung von deutschen Verurteilten aus den Kriegsverbrecher- und NS-Prozessen einsetzte. Als maßgeblich für Radbruchs Mitgliedschaft wird unter anderem seine grundsätzliche Ablehnung der Todesstrafe angesehen. In einem Gutachten setzte er sich diesbezüglich sogar für den zum Tode verurteilten SS-Standartenführer Eugen Steimle ein, obwohl dieser für die Ermordung von 500 Juden an der Ostfront für schuldig befunden worden war.
1949 starb Gustav Radbruch mit 71 Jahren an den Folgen eines Herzinfarkts. Sein Grab befindet sich auf dem Heidelberger Bergfriedhof in der Waldabteilung (Waldabteilung B, 1. Reihe, 526). Das blockhafte, aus rotgrauem Quarz gestaltete Grabmal zeigt in der Relieftafel ein attisches Weihrelief, das Pallas Athene darstellt. Ihm zur Seite liegen seine zweite Ehefrau Lydia († 1974) und ihre gemeinsame Tochter Renate († 1939); an den in Russland gefallenen Sohn Anselm († 1942) erinnert ein Gedenkkreuz.

## Werk

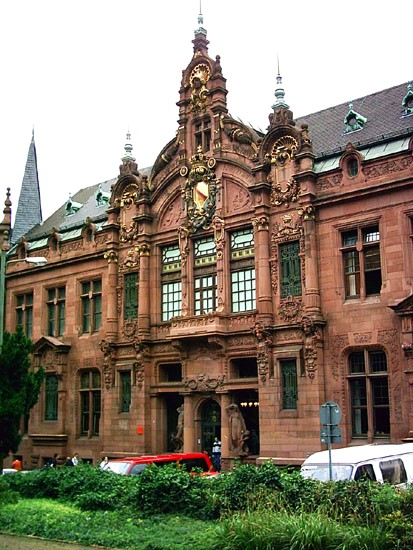
Universitätsbibliothek Heidelberg

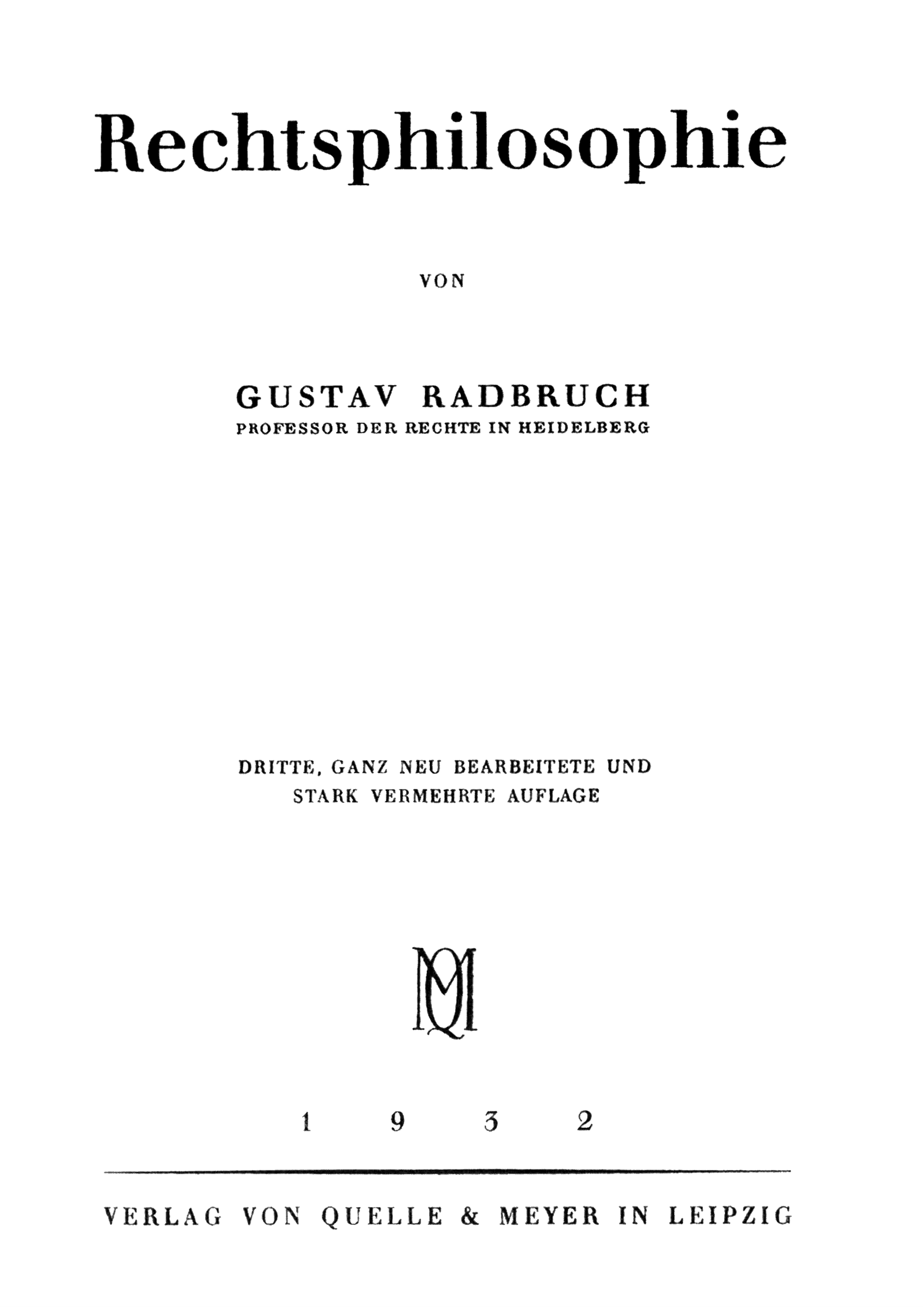
Die „Rechtsphilosophie“ von 1932

Gustav Radbruch ist vor allem als Rechtsdenker im weitesten Sinne in Erscheinung getreten. Seine diesbezüglichen Schriften umfassen die Rechtsphilosophie, die Rechtsgeschichte, die Strafrechtsdogmatik sowie die Kriminalpolitik und (in Ansätzen) die Kriminologie. Radbruchs Rechtsphilosophie einerseits und seine kriminalpolitisch motivierten Schriften im Geiste Franz von Liszts andererseits stechen hierbei wirkungsgeschichtlich besonders heraus. Insbesondere Radbruchs Rechtsphilosophie wird bis heute lebhaft diskutiert. Als Strafrechtsdogmatiker betätigte sich Radbruch nach seiner Habilitationsschrift mit dem Titel Der Handlungsbegriff in seiner Bedeutung für das Strafrechtssystem hingegen nicht mehr. Darüber hinaus verfasste Radbruch eine Biographie des Strafrechtlers Paul Johann Anselm von Feuerbach, eine rechtsvergleichende Arbeit mit dem Titel Der Geist des englischen Rechts sowie – mit Heinrich Gwinner – die Schrift Geschichte des Verbrechens – Versuch einer historischen Kriminologie. Erwähnenswert ist zudem Radbruchs zuerst 1910 erschienene Einführung in die Rechtswissenschaft, deren letzte vollständig von Radbruch selbst bearbeitete Auflage als 7. und 8. durchgearbeitete Auflage 1929 erschien. Radbruch führt in diesem Werk im ersten Kapitel in die Grundlehren der Rechtsphilosophie und im letzten Kapitel in die Arbeitsweise der Rechtswissenschaft, die juristische Methodenlehre, ein. In den Kapiteln dazwischen enthält es einleitende Betrachtungen zu nahezu sämtlichen Rechtsgebieten, vom Staatsrecht, über das Privatrecht bis hin zum Völkerrecht. Es wurde ins Russische, Polnische, Spanische und Japanische übersetzt.
Neben seinen dem Recht gewidmeten Arbeiten hat Radbruch auch einige schöngeistige Essays verfasst, so zum Beispiel in dem Band Gestalten und Gedanken, der 1945 in Leipzig erschien. Das Werk beschäftigt sich unter anderem mit Michelangelos Mediceerkapelle, William Shakespeares Maß für Maß sowie mit Johann Wolfgang von Goethe. Im selben Jahr wurde auch Theodor Fontane oder Skepsis und Glaube veröffentlicht. Diese Werke zeichnen sich – so das Urteil Günter Spendels – durch meisterhafte Prosa und „aphoristische Formulierungskunst“ aus.

### Radbruchs rechtsphilosophisches Denken
Mit der weit überwiegend in der Sekundärliteratur vertretenen Meinung lassen sich in der Rechtsphilosophie Gustav Radbruchs zwei Phasen voneinander unterscheiden: eine wertrelativistisch-rechtspositivistische (vor 1945) sowie eine schwach naturrechtliche Phase (nach 1945).

#### Radbruch als Vertreter eineswissenschaftlichen Wertrelativismus(„Radbruch I“)
Radbruchs rechtsphilosophisches Hauptwerk erschien zunächst 1914 unter dem Titel Grundzüge der Rechtsphilosophie. Eine zweite Auflage erschien als unveränderter Neudruck im Jahr 1922. Es wurde von Radbruch sodann grundlegend überarbeitet und im Jahr 1932 unter dem neuen Titel Rechtsphilosophie veröffentlicht. Er widmete das Werk seinem Freund Hermann Kantorowicz.
Radbruchs Rechtsphilosophie entstammt dem Südwestdeutschen Neukantianismus. Als Teil der allgemeinen Philosophie, zu der die Rechtsphilosophie Radbruch zufolge gehört, beruhe diese auf den Lehren Wilhelm Windelbands, Heinrich Rickerts und Emil Lasks. Wie alle Neukantianer gehen auch Radbruch und die übrigen Vertreter der südwestdeutschen Schule davon aus, dass eine kategoriale Kluft zwischen Sein und Sollen besteht: Aus einem Sein könne niemals ein Sollen abgeleitet werden. Radbruch bezeichnet diese kategoriale Zweiteilung, die seiner Rechtsphilosophie zugrunde liegt, als Methodendualismus. Hinzu kommt bei Radbruch ein entschiedener Werterelativismus: Werte können seiner Ansicht nach nicht erkannt werden, man kann sich zu ihnen nur bekennen:

„Sollenssätze sind nur durch andere Sollenssätze begründbar und beweisbar. Eben deshalb sind die letzten Sollenssätze unbeweisbar, axiomatisch, nicht der Erkenntnis, sondern nur des Bekenntnisses fähig.“

Der Wertrelativismus ist im Gegensatz zur Unterscheidung zwischen Sein und Sollen kein Prinzip, das von allen Vertretern der Philosophie des südwestdeutschen Neukantianismus vertreten worden wäre. So waren beispielsweise Wilhelm Windelband und Heinrich Rickert entschiedene Gegner des Relativismus. Radbruch hat diesen Wertrelativismus, der seiner Rechtsphilosophie in zentraler Weise zugrunde liegt, vielmehr „der Sache, nicht dem Wort nach“ von Max Weber, der ebenfalls zum Kreis der Südwestdeutschen Schule des Neukantianismus zu rechnen ist, übernommen. Engste Beziehungen bestehen zu Max Webers Postulat der Werturteilsfreiheit. Man vergleiche nur Max Webers Formulierung: „Eine empirische Wissenschaft vermag niemanden zu lehren, was er soll, sondern nur, was er kann und – unter Umständen – was er will“ mit Radbruchs nahezu gleichlautender Formulierung, dass eine wissenschaftliche Wertbetrachtung zwar lehren könne, was man könne und was man wolle, aber nicht, was man solle. Der mit Radbruch befreundete Politikwissenschaftler Arnold Brecht bezeichnet ihn (Radbruch) daher sogar als „Haupt der Schule des wissenschaftlichen Wertrelativismus in Deutschland“, da er den Wertrelativismus als erster Denker zu einer systematischen Rechtsphilosophie entwickelt habe. Dies gelte insbesondere für die Zeit nach Max Webers Tod im Jahre 1920.
Über seinen Methodendualismus hinaus vertritt Radbruch auch einen Methodentrialismus: Zwischen den erklärenden Wissenschaften und den philosophischen Wertlehren stünden die wertbezogenen Kulturwissenschaften. Diese Dreiteilung erscheine im Recht als Rechtssoziologie, Rechtsphilosophie und Rechtsdogmatik. Die Rechtsdogmatik nehme dabei eine Zwischenstellung ein. Gegenständlich richte sie sich auf das positive Recht, wie es sich in der sozialen Realität darstelle, und methodologisch auf den objektiv gesollten Sinn des Rechts, der sich durch wertbezogene Interpretation erschließe.
Zentral für Radbruch sind seine Lehren vom Rechtsbegriff, von der Rechtsidee und von der Rechtsgeltung. Radbruch definiert das Recht als „Inbegriff der generellen Anordnungen für das menschliche Zusammenleben“ und zugleich aber auch als „die Wirklichkeit, die den Sinn hat, der Gerechtigkeit zu dienen.“ Damit prägt Radbruch zufolge die kategoriale Kluft zwischen Sein und Sollen auch das Recht als Kulturprodukt. Die Idee des Rechts umfasse die Gerechtigkeit, die Zweckmäßigkeit und die Rechtssicherheit. Bei einem Konflikt von Rechtssicherheit mit der Gerechtigkeit müsse die Gerechtigkeit zurücktreten. „Daß dem Streite der Rechtsansichten ein Ende gesetzt werde, ist wichtiger, als daß ihm ein gerechtes und zweckmäßiges Ende gesetzt werde […].“
Die erste Auflage der Rechtsphilosopie (noch Grundzüge der Rechtsphilosophie betitelt) enthält darüber hinaus auch noch Ausführungen zur Willensfreiheit, die ab der dritten Auflage nicht mehr enthalten sind. Radbruch unterscheidet zwischen einer inneren Welt des „Erlebens“ für den Einzelmenschen und der gesellschaftlichen Welt, in der es um Beziehungen des Menschen zu anderen Menschen gehe. Nur in der Welt des Erlebens sei Freiheit denkbar. Im Bereich des Rechts hingegen, den Radbruch der zweiten Sphäre zuschlägt, sei der Determinismus die allein maßgebliche Betrachtungsweise.
Ein weiteres zentrales Merkmal seiner Rechtsphilosophie stellt die rechtsphilosophische Parteienlehre dar. Radbruch unterscheidet drei mögliche Auffassungen vom Recht, nämlich die individualistische Auffassung, die überindividualistische Auffassung und die transpersonale Auffassung. Schlagwortartig fasst Radbruch die Unterschiede zwischen diesen Auffassungen folgendermaßen zusammen:

„Die letzten Ziele sind schlagwortmäßig zusammengefasst, für die individualistische Auffassung: 'Freiheit', für die überindividualistische Auffassung: 'Nation', für die transpersonale Auffassung: 'Kultur'.“

Wichtig für das Verständnis der Rechtsphilosophie Radbruchs ist nun die Tatsache, dass Radbruch diese Rechtsauffassungen für nicht aufeinander rückführbar und den Streit zwischen diesen Auffassungen aufgrund seines Relativismus für nicht entscheidbar hält. Den ersten beiden Auffassungen entsprechen Radbruch zufolge bestimmte politische Parteien. Sowohl Liberalismus, Demokratie als auch Sozialismus rechnet Radbruch dem individualistischen Spektrum zu. Der Konservativismus hingegen sei der überindividualistischen Auffassung zuzuschlagen. Dieser sei als Parteiideologie im Vergleich zu den liberalen und demokratischen Parteien erst viel später aufgetaucht. Die transpersonale Auffassung wiederum sei eher ein Lebensgefühl und keiner zeitgenössischen politischen Strömung direkt zuzuordnen.

#### Die spätere Entwicklung des wertrelativistischen Ansatzes („Radbruch II, III und IV“)
Arnold Brecht teilt die Entwicklung der Rechtsphilosophie Gustav Radbruchs in vier Phasen ein. Die erste Phase („Radbruch I“) ist die oben skizzierte Variante des ursprünglichen „wissenschaftlichen Wertrelativismus“ und endet Arnolds Brechts Chronologie zufolge im Jahr 1932, also mit der Veröffentlichung der dritten Auflage der Rechtsphilosophie.
In dieser Phase – vor 1933 also – zieht Radbruch, wie in der Literatur ganz überwiegend vertreten wird, aus seinem Wertrelativismus auch rechtspositivistische Konsequenzen. So ist es für Radbruch zu diesem Zeitpunkt ausgemacht, dass ein Richter auch ein von ihm für ungerecht gehaltenes Gesetz unter allen Umständen befolgen müsse.
Unstreitig ist, dass Radbruch diese Ansicht in seinen nach 1945 veröffentlichten Schriften nur noch eingeschränkt vertritt und einem Richter sodann das Recht und sogar die Pflicht zubilligt, jedenfalls eklatant ungerechte Gesetze nicht anzuwenden. Diese Entwicklung kann anhand der Phaseneinteilung Arnold Brechts wie folgt skizziert werden.

##### Radbruch II (kämpferischer Relativismus) und Radbruch III (Argumentation aus derNatur der Sache)
Bereits 1934 entwickelt Radbruch in seinem ursprünglich auf Französisch gehaltenen Vortrag „Le relativisme dans la philosophie de droit“ die These, dass man aus dem Relativismus selbst bestimmte politische Forderungen ableiten könne. Denn da niemand – auch der Gesetzgeber nicht – die von ihm vertretenen Werte als richtig beweisen könne, dürften diese auch dem Volk nicht aufgezwungen werden. Er schreibt:

„Das Recht der Gesetzgebung ist ihm [Anm.: dem Gesetzgeber] unter der Bedingung anvertraut, den ideellen Kampf zwischen den verschiedenen Rechtsüberzeugungen unberührt zu lassen. Der Relativismus, indem er dem Staate das Recht der Gesetzgebung gibt, begrenzt es zugleich, indem er es verpflichtet, bestimmte Freiheiten der Rechtsunterworfenen zu achten: die Freiheit des Glaubensbekenntnisses, die Freiheit der Presse. Der Relativismus mündet aus in den Liberalismus.“

Den eben geschilderten Begründungsversuch der notwendigen Existenz bestimmter Freiheitsrechte mittels eines aggressiven Relativismus (so Arnold Brechts Bezeichnung für diese, Radbruch II genannte Position Gustav Radbruchs) nimmt Radbruch in späteren Veröffentlichungen jedoch nicht wieder auf.
Als Radbruch III bezeichnet Brecht Radbruchs Versuch, bestimmte Begrenzungen gesetzgeberischer Inhalte aus der Natur der Sache herzuleiten. Bereits in der Rechtsphilosophie aus dem Jahr 1932 sind kurze Ausführungen hierzu vorhanden. Das Rechtsideal sei immer ein Rechtsideal für eine bestimmte Zeit und von bestimmten historischen Verhältnissen dieser Zeit beeinflusst. Radbruch nennt das die „Stoffbestimmtheit der Idee“. Dennoch sei es wissenschaftlich nicht möglich, zu gesicherten Erkenntnissen über solche Rechtsideale zu gelangen. Eine solche „Schau der Idee“ bleibe stets „ein Glücksfall der Intuition“, so dass es für die wissenschaftliche Rechtsphilosophie beim Methodendualismus und der Unmöglichkeit, aus einem „Sein“ (den historischen Gegebenheiten) ein „Sollen“ (hier: das Rechtsideal für eine bestimmte Zeit) abzuleiten, bleibe. Nach 1945 schätzte Radbruch die Möglichkeit, von der Natur der Sache her zu argumentieren, etwas optimistischer ein. In der Vorschule der Rechtsphilosophie, der Nachschrift einer Vorlesung, die Radbruch 1946 hielt, schreibt er, das Denken aus der Natur der Sache heraus diene dazu, „den schroffen Dualismus zwischen Wirklichkeit und Wert, zwischen Sollen und Sein“ etwas zu entspannen, wenn es diesen Gegensatz auch nicht aufheben könne.

##### Radbruch IV (Radbruchsche Formel)
Als entscheidend gilt die von Brecht so bezeichnete Phase Radbruch IV. In dieser Phase, die ohne Vorläufer in Radbruchs früheren Schriften allein für die Jahre nach 1945 anzusetzen ist, entwickelt Radbruch seine später sogenannte Radbruchsche Formel. Das positive Recht müsse der Gerechtigkeit jedenfalls dann als unrichtiges Recht weichen, wenn es als unerträglich ungerecht anzusehen sei (1). Wo Gerechtigkeit seitens des Gesetzgebers nicht einmal erstrebt werde, liege nicht nur unrichtiges Recht vor, vielmehr entbehre es dann überhaupt der Rechtsnatur (2). Die Fassungen (1) und (2) werden in der Sekundärliteratur als Unerträglichkeitsformel (1) bzw. als Verleugnungsformel (2) bezeichnet. Der Beitrag Gesetzliches Unrecht und übergesetzliches Recht aus dem Jahr 1946, der die Radbruchsche Formel erstmals ausformuliert enthält, gilt als einflussreichster rechtsphilosophischer Aufsatz des 20. Jahrhunderts.
Die Radbruchsche Formel wurde von den höchsten deutschen Gerichten in zahlreichen Urteilen aufgenommen. Zuletzt rückte die Spannung zwischen positivem Recht und gerechtem Recht bzw. zwischen rechtspositivistischen und (schwach) naturrechtlichen Argumentationen wie der Radbruchschen Formel in Deutschland durch die Problematik des Befehlsnotstands bei den Mauerschützenprozessen wieder in das Bewusstsein einer breiteren Öffentlichkeit.
In der Wissenschaft ist umstritten, ob sich in Radbruchs Denken unter dem Eindruck des Nationalsozialismus eine innere Kehre vollzog, die zu einem Bruch innerhalb seiner Rechtsphilosophie führte, oder ob er lediglich unter dem Eindruck der nationalsozialistischen Verbrechen die von ihm vor 1933 vertretene relativistische Wertlehre fortentwickelte. Überwiegend wurde und wird die „Bekehrungsthese“ vertreten, der zufolge es einen Bruch zwischen Radbruchs positivistischer Vorkriegsrechtsphilosophie und einer nichtpositivistischen Nachkriegsrechtsphilosophie gab. Dies ist auch die Position Arnold Brechts, der von der Verwirrung spricht, die Radbruchs Abkehr von seinen früheren Ansichten angerichtet habe. Sehr prominent wurde diese „Umbruchsthese“ beispielsweise auch vom angelsächsischen Rechtspositivisten H.L.A. Hart vertreten. Wenige andere Autoren wie Stanley L. Paulson vertreten hingegen eine Kontinuitätsthese, der zufolge bereits Radbruchs frühe Rechtsphilosophie nicht-positivistische Elemente enthalte. Natürlich konstatiert auch Paulson, dass Radbruchs Forderung an den Richter, strikt das geltende Recht anzuwenden, gesetzespositivistisch aussehe. Angeführt wird jedoch als Begründung, dass Radbruchs Rechtsphilosophie von Beginn an auf der strikten Trennung von Sein und Sollen und auf einer Kritik am Naturalismus aufgebaut sei. Ebendiese Kritik am Naturalismus sei als eine Kritik Radbruchs am Positivismus aufzufassen. Radbruch habe den Rechtspositivismus zudem als eine vergangene Epoche kritisiert.

### Radbruch als Strafrechtsdenker und Kriminalpolitiker
Auch das Nebeneinander von Vergeltungsstrafrecht und Sicherungstheorie im strafrechtlichen Schulenstreit ordnet Radbruch in sein rechtsphilosophisches Parteienschema ein. Zunächst vertritt Radbruch die Auffassung, die Vergeltungstheorie der Strafe sei nur im Rahmen der überindividualistischen Auffassung denkbar. Die Lehre von der Strafe als gesellschaftswidriger Handlung, das präventive Sicherungsrecht, sei hingegen der individualistischen Lehre zuzuordnen. Zudem glaubt Radbruch zu diesem Zeitpunkt noch, eine wissenschaftliche Entscheidung zwischen diesen beiden Theorien des Strafrechts durch die Erörterung des Problems der Willensfreiheit herbeiführen zu können. Denn die Präventionslehre sei mit dem Determinismus – der im gesellschaftlichen Rahmen Radbruch zufolge allein richtigen Betrachtungsweise – vereinbar, das Vergeltungsstrafrecht, das Wahlfreiheit voraussetze, hingegen nicht. Diese Argumentation ist in der zweiten Auflage der Rechtsphilosophie aus dem Jahr 1932 nicht mehr enthalten. Außerdem betont Radbruch nun, dass auch die Vergeltungslehre liberal-rechtsstaatliche Elemente enthalten könne. Zugleich bezeichnet Radbruch die Sicherungs- und Besserungstheorie nun als „soziales Strafrecht“.
Gustav Radbruch positioniert sich im Schulenstreit zwischen Vergeltungsstrafrecht einerseits und dem Präventions- und Sicherheitsrecht andererseits klar auf Seiten der zweiten Auffassung. Er ist in seinem strafrechtlichen Denken vor allem von seinem akademischen Lehrer Franz von Liszt und dessen „Marburger Programm“ beeinflusst. Allerdings lehnt er aufgrund seines Methodendualismus die von Liszt gegebene Begründung für dessen Marburger Programm ab. Von Liszts Begründung sei positivistisch und evolutionistisch. Er setze das Werdende mit dem Gesollten gleich. Für Radbruch hingegen ist auch Kriminalpolitik eine Form von Politik, so dass auch für von Liszts Marburger Programm nur mit politischen Gründen argumentiert werden dürfe. Der Streit über das angemessene Strafrecht dürfe nicht, wie dies im Schulenstreit zwischen Vergeltungs- und Präventionsrecht geschehen sei, unter pseudowissenschaftlichen Masken ausgefochten werden.
Radbruch gehört zu den prominenten Protagonisten der Versuche einer Strafrechtsreform während der Weimarer Republik. So stammt der berühmt gewordene E 1922, der auch „Entwurf Radbruch“ genannt wird, nebst Begründung ganz überwiegend aus Radbruchs Feder. Unter anderem tritt Radbruch mit diesem Entwurf für die Beseitigung der Zuchthausstrafe, die Abschaffung der Todesstrafe, für eine privilegierte Behandlung sogenannter Überzeugungstäter, aber auch für die Einführung sichernder Maßnahmen wie die Sicherungsverwahrung ein. Insgesamt erweist sich der E 1922 als klar täterstrafrechtlich im Sinne Franz von Liszts orientiert: Dessen Unterscheidung zwischen dem Gelegenheitstäter, dem besserungsfähigen Gewohnheitstäter und dem unverbesserlichen Gewohnheitstäter – seine Tätertypologie also – kommt klar zum Tragen. Ebenso ist eine gewisse Weite der vorgesehenen Strafrahmen zu konstatieren, die es ermöglichen sollen, die Strafe an die Täterpersönlichkeit anzupassen. Auch Todesstrafe und Zuchthausstrafe werden nicht allein aus humanitären Bedenken heraus, sondern vor allem auch aus kriminalpolitischen Zweckmäßigkeitserwägungen heraus abgelehnt.
Es ist letztlich sein rechtsphilosophischer Relativismus, der Radbruch dazu führt, eine besondere Strafart für sogenannte Überzeugungstäter (Einschließung statt Gefängnis oder Zuchthaus) einzufordern. Denn der Staat könne diesen gegenüber nicht von einer Warte moralischer Überlegenheit auftreten. Vielmehr habe er (der Staat) Überzeugungstäter als Andersdenkende anzuerkennen. Dies schließt Radbruch zufolge eine unter Umständen harte Behandlung des Überzeugungsverbrechers als „Feind“ jedoch keineswegs aus.

„Der Überzeugungsverbrecher aber ist nicht
aus sich selbst widerlegbar, er stellt der in der Staatsgewalt verkörperten eine andere geschlossene Überzeugung gegenüber, der Staat mag ihn mit aller Schärfe als seinen Gegner bekämpfen, er kann ihn nicht wie einen sittlich Haltlosen bessern wollen.“

Darüber hinaus steht er den tradierten Institutionen des Strafrechts und der Kriminalstrafe auch insgesamt skeptisch gegenüber. Das „unendliche Ziel“ der Kriminalpolitik ist für ihn daher „nicht die Verbesserung des Strafrechts, sondern der Ersatz des Strafrechts durch Besseres, durch ein 'Besserungs- und Bewahrungsrecht'“ im Geiste Franz von Liszts und Enrico Ferris. Dieses höre in letzter Konsequenz auf, überhaupt ein Straf-Recht zu sein, und würde zu einem reinen Maßnahmenrecht. Teilweise wird Radbruch daher als ein früher Vertreter des Abolitionismus angesehen. Seine eigene Zeit jedoch betrachtet Radbruch als für solch weitgehende Umbrüche noch nicht reif. Die Gesellschaft könne eine vollständige Abkehr vom Strafrecht noch nicht akzeptieren.
Seine Betrachtung der Rechtswissenschaft als Kulturwissenschaft und des Rechts als „Kulturprodukt“, das nicht unabhängig von seiner Idee betrachtet werden könne, hat auch Einfluss darauf, wie sich Radbruch zur Kriminologie, insbesondere der zu seiner Zeit noch weit verbreiteten Kriminalbiologie positioniert. Eine Naturwissenschaft vom Verbrechen, wie es die Kriminalanthropologie sei, hält Radbruch für unmöglich. Denn auch das Verbrechen sei ein ebenso wertbezogener Begriff wie der des Rechts und könne nicht mit Hilfe wertblinder Methoden, also mit denen einer Naturwissenschaft untersucht werden. Entsprechend anders gestaltet sich Radbruchs kulturwissenschaftlicher Ansatz, mit dem er sich der Kriminologie nähert. In seinem gemeinsam mit Heinrich Gwinner verfassten Werk Geschichte des Verbrechens – Versuch einer historischen Kriminologie – zwei Jahre nach Radbruchs Tod im Jahr 1951 veröffentlicht – bemüht sich Radbruch darum, die Erscheinungsformen des Verbrechens in die allgemeine Kulturgeschichte einzuordnen. Die Darstellung reicht historisch von Formen der Kriminalität zur Zeit des Tacitus (1. Kapitel) bis hin zum Gaunertum und den Räuberbanden (die letzten beiden Kapitel) des 19. Jahrhunderts. Ziel der Verfasser ist es, die Kriminalität einer bestimmten Zeit aufs Ganze der Gesellschaft zu beziehen und diese als „sozialpathologische Erscheinungen, als adäquate Krisenerscheinungen des sozialen, politischen und kulturellen Lebens“ zu behandeln. Michael Walter vertritt die Ansicht, mit dem in diesem Buch vertretenen Ansatz seien die Verfasser der Kriminologie ihrer Zeit weit voraus gewesen. Er zieht sogar Verbindungslinien zur modernen Strömung der Cultural Criminology.

## Ehrungen und Mitgliedschaften

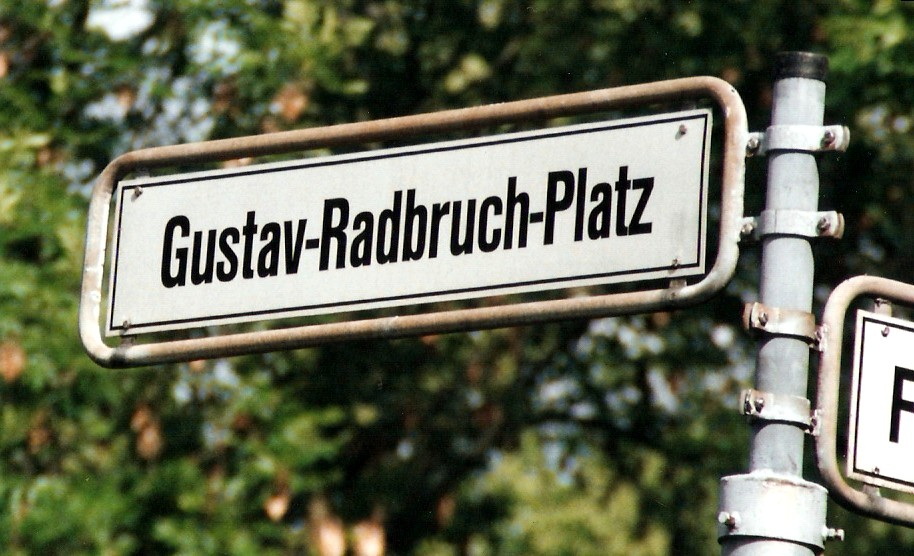
Gustav-Radbruch-Platz zu Lübeck

- 1948 wurde Gustav Radbruch Mitglied der Heidelberger Akademie der Wissenschaften und der Accademia delle Scienze dell’Istituto di Bologna.
- Er war Ehrenmitglied des Deutschen Juristentags; Dr. phil. honoris causa der Universitäten Heidelberg und Göttingen.
- Er war Mitglied des Badischen Staatsgerichtshofs.[107]
- 1963 wurde in seiner Vaterstadt Lübeck das Burgfeld in Gustav-Radbruch-Platz umbenannt.
- 1977 wurde die Gustav-Radbruch-Stiftung gegründet. Stifterin war die Witwe Lydia Radbruch. Der Stiftungszweck liegt u. a. in der Förderung von Forschungsarbeiten mit Bezug auf den Strafvollzug und in der Ausbildung von Mitarbeitern im Bereich des Strafvollzugs. Allerdings werden die finanziellen Mittel der Stiftung als sehr begrenzt beschrieben, so dass insbesondere keine Promotionsstipendien vergeben werden. Aktueller Vorsitzender des Verwaltungsrats der Stiftung ist Frank Saliger.[108]
- Gustav Radbruchs Werk wurde in einer zwanzigbändigen Gesamtausgabe ab 1987 von Arthur Kaufmann herausgegeben.
- Für die Benennung der hessischen Justizvollzugsanstalt Frankfurt am Main IV in Frankfurt-Preungesheim in Gustav-Radbruch-Haus diente er als Namenspate.
- Mehrere Straßen und Plätze wie in Bremen-Vahr, Kiel, Köln, Leverkusen und Lübeck wurden nach ihm benannt.
- Gustav-Radbruch-Haus, Studentenwohnheim in Hamburg
- Gustav-Radbruch-Haus, Studentenwohnheim in Heidelberg

## Schriften (Auswahl)

### Gesamtausgabe
- Gesamtausgabe in 20 Bänden. Hrsg. von Arthur Kaufmann, C. F. Müller, Heidelberg 1987–2003, ISBN 978-3-8114-3333-5. Davor war bereits eine japanische Werkausgabe in elf Bänden erschienen.[109]

### Wichtige Monographien
- Der Handlungsbegriff in seiner Bedeutung für das Strafrechtssystem. Zugleich ein Beitrag zur Lehre von der rechtswissenschaftlichen Systematik. J. Guttentag, Berlin 1903 (Nachdruck: De Gruyter, Berlin/Boston 2015, ISBN 978-3-11-212040-8).
- Einführung in die Rechtswissenschaft. Quelle & Meyer, Leipzig 1910 (12., durchgearbeitete Auflage, besorgt von Konrad Zweigert, Koehler, Stuttgart 1969).
- Grundzüge der Rechtsphilosophie. Quelle & Meyer, Leipzig 1914.
  - Neubearbeitung als: Rechtsphilosophie. Dritte, ganz neu bearbeitete und stark vermehrte Auflage. Quelle & Meyer, Leipzig 1932 (Neuauflage dieser Neubearbeitung: Rechtsphilosophie. Studienausgabe, herausgegeben von Ralf Dreier und Stanley L. Paulson. 2. Auflage, C. F. Müller, Heidelberg 2003, ISBN 3-8252-2043-5).
- Kulturlehre des Sozialismus. Ideologische Betrachtungen. J. H. W. Dietz Nachf., Stuttgart 1922 (3., vermehrte Auflage, Arani, Berlin-Grunewald 1949).
- Paul Johann Anselm Feuerbach. Ein Juristenleben. Julius Springer, Wien 1934 (3. Auflage, Vandenhoeck & Ruprecht, Göttingen 1969, Digitalisat).
- Elegantiae juris criminalis. Sieben Studien zur Geschichte des Strafrechts. Verlag für Recht und Gesellschaft, Basel 1938 (2., neubearbeitete und erweiterte Auflage unter dem Titel: Elegantiae juris criminalis. 14 Studien zur Geschichte des Strafrechts. Verlag für Recht und Gesellschaft, Basel 1950).
- Gestalten und Gedanken. 8 Studien. Koehler & Amelang, Leipzig 1944 (3., erweiterte Auflage, Koehler, Stuttgart 1954).
- Der Geist des englischen Rechts (Kultursoziologische Reihe. Wie lebt und denkt man in anderen Ländern?). Adolf Rausch, Heidelberg 1946 (Digitalisat).
- Vorschule der Rechtsphilosophie. Nachschrift einer Vorlesung. Herausgegeben von Harald Schubert und Joachim Stoltzenburg. Scherer, Willsbach/Heidelberg 1947 (3., verbesserte, durch einen Literaturanhang ergänzte Auflage von Arthur Kaufmann, Vandenhoeck & Ruprecht, Göttingen 1965).
- Der innere Weg. Aufriß meines Lebens. Koehler, Stuttgart 1951 (Digitalisat) (2. unveränderte Auflage, Vandenhoeck & Ruprecht, Göttingen 1961).
- mit Heinrich Gwinner: Geschichte des Verbrechens. Versuch einer historischen Kriminologie. Koehler, Stuttgart 1951 (Neuausgabe in der Reihe Die Andere Bibliothek: Eichborn, Frankfurt am Main 1990, ISBN 3-8218-4062-5).
- Der Mensch im Recht. Ausgewählte Vorträge und Aufsätze über Grundfragen des Rechts. Vandenhoeck & Ruprecht, Göttingen 1957 (3., unveränderte Auflage, ebenda 1969).

### Wichtige Aufsätze
- Die politische Prognose der Strafrechtsreform. In: Monatsschrift für Kriminalpsychologie und Strafrechtsreform. Ausgabe 5, 1908, S. 1–7.
- Der Überzeugungsverbrecher. In: Zeitschrift für die gesamte Strafrechtswissenschaft. Band 44, 1924, S. 34–38.
- Le relativisme dans la philosophie de droit. In: Archives de philosophie du droit et de sociologie juridique. Jahrgang 4, Nummer 1/2, 1934, S. 105–110 (Digitalisat) (deutsche Übersetzung: Der Relativismus in der Rechtsphilosophie. In: Gustav Radbruch: Der Mensch im Recht. Vandenhoeck & Ruprecht, Göttingen 1957, S. 80–87).
- Fünf Minuten Rechtsphilosophie. In: Rhein-Neckar-Zeitung (Heidelberg) vom 12. September 1945.
- Gesetzliches Unrecht und übergesetzliches Recht. In: Süddeutsche Juristen-Zeitung. Jahrgang 1, Nummer 5, 1946, S. 105–108.